# Стариков Олексій Миколайович
Олексій Миколайович Стариков (16 червня 1945, Анніно — 31 травня 2014, Кривий Ріг) — дитячий письменник, член Національної спілки письменників України та Спілки письменників СРСР.

## Біографія
З 1951 до 2014 Олексій Стариков жив і працював у місті Кривий Ріг.
1967 року закінчив електротехнічний факультет Криворізького гірничорудного інституту.
1975 року після закінчення аспірантури захистив дисертацію «Розробка та дослідження програмної системи автоматичного регулювання режимами роботи головної вентиляторної установки з регульованим приводом в умовах рудників Кривбасу» на здобуття наукового ступеня кандидата технічних наук у Київському політехнічному інституті. 
Викладав у криворізьких школах і в Криворізькому гірничорудному інституті/технічному університеті, Криворізькому металургійному факультеті Національної металургійної академії України, Криворізькій філії Київського національного економічного університету.
Поетичний талант Олексія Старикова проявився під час навчання в інституті. Літературний дебют відбувся в багатотиражці «Гірничий інженер». 1977 року криворізька міська газета «Червоний гірник» опублікувала його вірші для дітей. 
1978 року в журналі «Квант» було надруковано вірш «Незвичайна дівчинка» у формі загадки про двоїсту систему числення. Згодом вірш з’явився в  «Енциклопедії для дітей» у розділі «Математика»
1981—1989 — очолював Криворізьке міське літературне об'єднання «Рудана»
1984 року був прийнятий до лав Національної спілки письменників України й Спілки письменників СРСР
2000—2004 — очолював Криворізьке міське об'єднання при літературно-художньому альманахові «Саксагань».
Лауреат літературної премії Криворіжжя. Лауреат Міжнародної літературної премії «Облака» в номінації «За кращу книгу року для дітей» (2008). Лауреат літературної премії імені Дмитра Кедріна в номінації «Література для дітей» (2009). Лауреат міжнародного конкурсу національної літературної премії «Золоте перо Руси» в номінації «Твори для дітей» (2010). Лауреат літературної премії Національної спілки письменників України імені Володимира Короленка за фантастичну повість «Город роботов» у номінації «Література для дітей та юнацтва»(2013).
Автор 18 книг для дітей. Співавтор 20 колективних поетичних і прозових збірок, антологій, шкільних підручників і хрестоматій. Писав російською й українською мовами. Був постійним автором дитячих журналів «Костёр», «Искорка», «Пионер», «Мурзилка», «Колобок», «Веселые картинки», «Кукумбер», «Миша», «Наша школа» (Російська Федерація); «Барвінок», «Пионерия», «Пізнайко» (Київ); «Саксагань» (Кривий Ріг), «Радуга» (Київ), «Січеслав» (Дніпропетровськ) та інших. 
Співавтор аудіокниги «Письменники Дніпропетровщини — шкільним бібліотекам» (2012, Дніпропетровськ)
31 травня 2014 року помер. Похований у м. Кривий Ріг.

## Книги
- Стариков А. Как поймать кита: стихи для дошкольного возраста. — К. : Веселка, 1982. — 18 с.
- Стариков А. Сколько у звезды лучей: стихи для детей. — Днепропетровск : Промінь, 1983. — 24 с.
- Стариков А. Знаю сам: стихотворения для дошкольного возраста. — К. : Веселка, 1985. — 18 с.
- Стариков А. Самое главное: стихи для детей младшего школьного возраста. — Днепропетровск : Промінь, 1986. — 48 с.
- Стариков А. Мир голубой стрекозы: стихотворения для детей младшего школьного возраста. — Днепропетровск : Промінь, 1989. — 31 с.
- Стариков А. Сообщите по адресу: стихотворения для детей дошкольного возраста. — М. : Малыш, 1989. — 20 с.
- Стариков А. Мастер Грох: стихи для дошкольного. — К. : Веселка, 1990. — 16 с.
- Стариков А. Пока учитель не пришёл: стихи. — К. : Веселка, 1991. — 93 с.
- Стариков А. Грузовик. Гости. Щенок. Превращение. Воспитатель. Не жалеет солнце нас. Мы так и не узнали. Разберись-ка. Ну, почему же он такой? В ночном лесу: стихи // Антологія поезії Придніпров'я / упоряд. В. Савченко ; за заг. ред. В. Коржа. — Дніпропетровськ, 1999. — С. 334—341.
- Стариков О. Мама й Вітчизна. На привалі. Руки робочі. Якщо бажання є. Біля моря. Розлука. Відходить літо. Невже? Хоробрий. А все-таки: вірші / пер. з рос. В. Гриценка // Криворізька хрестоматія: уроки літератури рідного краю: навч. посібник / упоряд. і ред. В. Гриценко. — Кривий Ріг, 1999. — С. 90—99.
- Стариков А. Здравствуй, день! : стихотворения для детей дошкольного и младшего школьного возраста. — Днепропетровск : Днепркнига, 2007. — 310 с.
- Стариков О. (співавт.) Сяєво жар-птиці: антологія літератури для дітей та юнацтва Придніпров'я (1883—2008) / авт.-упоряд. Н. Дев'ятко, Е. Заржицька. — Дніпропетровськ : Ліра ЛТД, 2009. — 572 с.
- Стариков А. В школьном коридоре: стихотворения для детей младшего школьного возраста. — М. : Московские учебники, 2013. — 230 с.